# José Fernandes Fafe
José Custódio de Freitas Fernandes Fafe GCIH • GCL (Porto, 31 de janeiro de 1927 – Lisboa, 20 de fevereiro de 2017) foi um diplomata e escritor português.

## Biografia
Licenciou-se em Ciências Histórico-Filosóficas na Faculdade de Letras da Universidade de Coimbra.
Opositor ao regime do Estado Novo, colaborou em revistas como Vértice e Seara Nova.
Com diversas obras publicadas nas áreas da poesia, ensaio e romance, foi autor da primeira biografia de Ernesto Che Guevara (Che Guevara: De Cuba al Terzo Mondo) editada em Itália, pela Mondadori, em 1968, sob o pseudónimo de David Alport.
Após o 25 de Abril de 1974, foi embaixador de Portugal em Cuba (1974-1977), México (1977-1980), Cabo Verde (1985-1990) e Argentina (1990-1992), tendo igualmente sido embaixador itinerante para os países africanos de expressão oficial portuguesa.
É considerado como o mentor da chamada esquerda liberal portuguesa, sendo o seu livro A Esquerda, a nova e a eterna considerado como uma referência incontornável para muitos. O seu livro Fidel por José Fernandes Fafe é um dos mais completos perfis publicados sobre o líder cubano, com quem privou no decurso da sua estada em Havana, onde foi o primeiro embaixador de Portugal, entre 1974 e 1977. Um dos seus últimos livros foi um ensaio intitulado A Colonização Portuguesa e a Emergência do Brasil, sendo que a edição brasileira, publicada em 2012, conta com um prefácio do antigo presidente brasileiro Fernando Henrique Cardoso e um posfácio da autoria de Mário Soares. Doou a sua biblioteca pessoal ao município de Cascais.

## Família
Era viúvo de Maria Virgínia Liñan Tição Fernandes Fafe (1926-2011), de quem teve dois filhos.

## Homenagens
Em 13 de fevereiro de 1981, foi agraciado com a Banda Especial da Orden Mexicana del Águila Azteca.
Em 22 de abril de 1989, foi agraciado com o grau de Grã-Cruz da Ordem do Infante D. Henrique.
Em 25 de abril de 2020, foi agraciado, a título póstumo, com o grau de Grã-Cruz da Ordem da Liberdade.

## Obras[8]

### Romance, poesia, ensaio
- A vigília e o sonho: poemas, 1951
- Um novo romancista português ou o optimismo cicatrizado, 1959
- Poesia amável, 1963
- Venusique : poema de ficção científica ou de realidade imaginária, 1967
- A engrenagem : variação sobre um tema de Sartre. Lisboa : ed. a., 1972.
- A experiência chilena : entrevistas com Rafael Gumúcio... [et al.]. Lisboa : Iniciativas Editoriais, 1973
- Reflexões sobre a formação dos homens : uma análise da experiência educativa de A. S. Neill, 1975
- A Modernidade na poesia portuguesa contemporânea, 1980
- Discurso do embaixador José Fernandes Fafe. Paris : Fondation Calouste Gulbenkian. Centre Culturel Portugais, 1985, p. 45-48 (Separata das atas do colóquio Les littératures africaines de langue portugaise, 1984).
- Esquerda : a novíssima e a eterna. Nota introdutória de João Carlos Espada. Lisboa : O Jornal, 1985.
- Da igualdade e da diferença das culturas, 1986
- Poesia : quase toda até agora. Lisboa : Imprensa Nacional-Casa da Moeda, 1987.
- Os Lusíadas e os Outros e outros poemas. Lisboa : O Jornal, 1989.
- Nação, fim ou metamorfose?. Lisboa : Imprensa Nacional-Casa da Moeda, 1990.
- Portugal, meu remorso de todos nós. Lisboa : Caminho, 1993. ISBN 972-21-0859-X
- Curriculum vitae. Il. de Graça Morais. Lisboa : Fragmentos, 1993.
- Está Portugal em vias de deixar de existir?, 1994
- O vosso agente em Havana e outras novelas. Vila Nova de Cerveira : Associação dos Amigos do Convento SanPaio 1999.
- Os paradoxos do actor. Lisboa : Notícias, 2002. - 174 p. ISBN 972-46-1392-5
- Annie : uma portuguesa na revolução cubana : romance. Lisboa : Dom Quixote, 2003.ISBN 972-20-2381-0
- Fidel. Lisboa : Círculo de Leitores : Temas e Debates, 2008.
- A colonização portuguesa e a emergência do Brasil. Lisboa : Temas e Debates : Círculo de Leitores, 2010. ISBN 978-989-644-124-1

### Prefácios
- BÁRCIA; Paulo. SILVA, António. MES : Movimento de Esquerda Socialista (1970-1981) : uma improvável aventura. Porto : Afrontamento, 2010. ISBN 878-972-36-1051-2 Erro de parâmetro em {{ISBN}}: prefixo inválido

### Artigos
- «O lugar da utopia na política contemporânea», in Revista de comunicação e linguagens, Lisboa, n.º 21-22, dezembro de 1995, pp. 81–88. ISSN 0870-7081
- «No cinquentenário da actividade literária de José Gomes Ferreira», in Seara Nova revista quinzenal de doutrina e crítica, Lisboa, ano 46, n.º 1471, maio de 1968, pp. 166–169.
- «A Jorge de Sena», in Nova Renascença revista trimestral de cultura. Lisboa, volume 8, n.º 32-33, outono de 1988, inverno de 1989, p. 395.

### Traduções
- PAZ, Octavio. O desconhecido de si mesmo : (Fernando Pessoa). Lisboa : Iniciativas Editoriais, 1980.